# Acdestis
Acdestis is een geslacht van uitgestorven buideldieren uit de groep van de opossummuizen dat tijdens het Mioceen in Zuid-Amerika leefde. 

## Fossiele vondsten
Fossielen zijn gevonden in Argentinië en Bolivia en dateren uit het Vroeg- en Midden-Mioceen. Vondsten uit de Argentijnse Santa Cruz-formatie met een ouderdom van 18 tot 16 miljoen jaar werden aanvankelijk toegeschreven aan de twee soorten A. owenii en A. spegazzinii (= A. lemairei). Later onderzoek liet echter zien dat het om mannelijke en vrouwelijke exemplaren van dezelfde soort (A. owenii) gaat en er dus sprake is van seksueel dimorfisme. Op basis van vondsten van onder meer een schedel en een gedeeltelijke onderkaak uit het Boliviaanse Quebrada Honda is A. maddeni beschreven. De vondsten van deze vindplaats zijn ongeveer 13 miljoen jaar oud. A. maddeni is de algemeense soort uit de Palaeothentidae in het fossielenbestand van Quebrada Honda met fossielen van ten minste elf verschillende individuen. 

## Kenmerken
Acdestis had een korte snuit. De bouw van het gebit past bij een omnivoor met lange hoektanden gevolgd door lange, scheurende tanden en kiezen geschikt voor malen. Net als zijn verwanten kon Acdestis fruit en insecten eten, maar daarnaast was het ook in staat om kleine gewervelden te vangen en te eten. Acdestis had een gewicht van ongeveer vierhonderdvijftig gram.